# Hispania (yacht)
Hispania est un cotre aurique conçu par l'architecte naval écossais William Fife III en 1909 et construit au chantier naval Karpad de Pasaia en Espagne.

Ce yacht classique est de classification 15M JI . 
Il porte l'immatriculation de cette catégorie D 5 et ESP 1 sur sa grand-voile.
Comme beaucoup d'autres yachts de plan Fife, il navigue surtout en Méditerranée où il participe aux régates estivales.

## Histoire
C'est le roi Alphonse XIII d'Espagne qui a commandé la construction  de ce yacht classique. Conçu sur un plan de l'architecte naval William Fife, Hispania a été réalisé sur le chantier naval Karpad de Pasaia en Espagne.
Ce yacht a changé plusieurs fois de propriétaire. Durant la Seconde Guerre mondiale, il a été réquisitionné par la Royal Navy. Dans les années 1990, son épave a été retrouvée en Angleterre. Il a été restauré au chantier Fairlies Restauration puis à Palma de Majorque. La Fundation Hispania Real a acquis le bateau en décembre 2010 et l’a remis à l'eau au début de 2011.
Hispania est l'un des quatre derniers yachts d’époque de 15-metre class (en) naviguant encore avec le Tuiga, The Lady Anne (1912) et Mariska (1908), qui  participent surtout aux diverses régates en Méditerranée.

## Caractéristiques techniques
C'est un cotre à corne (à 1 mât en une partie) dont le gréement comporte 1 voile à corne et 1 flèche, 1 grand-voile,  2 focs, 1 trinquette,  différents spinnakers… pour des combinaisons de voiles très diverses.

## Liens